# Cinzia Ghigliano
Cinzia Ghigliano (Cuneo, 14 luglio 1952) è una fumettista, pittrice e illustratrice italiana.

## Biografia
Inizia la sua carriera come fumettista nel 1976 sulle pagine del mensile Linus. Nel 1978 la sua opera le consente di ottenere il prestigioso premio Yellow Kid, a Lucca, come "miglior autore italiano".
Insieme a Marco Tomatis dà vita a diversi personaggi, tra cui Isolina e Lea Martelli (quest'ultimo è stato, in Italia, il primo esempio di fumetto seriale pubblicato su un settimanale femminile ad alta tiratura, Amica). Nel 1984 crea Solange, personaggio che le darà notorietà anche all'estero, in particolare nella francofonia.
Collaborerà con diverse riviste tra cui il Corriere dei Piccoli e Snoopy. Contestualmente farà "divulgazione a fumetti" con Slow Food, il Touring Club Italiano, l'Osservatorio per l'Educazione Stradale e la Sicurezza e l'Ufficio Italiano del Parlamento Europeo. Nel campo della divulgazione scientifica ottiene, insieme a Luca Novelli, il premio Andersen, nel 1986.
Sviluppa anche la professione di illustratrice nell'editoria per bambini e ragazzi, ottenendo il Premio Gigante delle Langhe nel 2004. Sue opere sono esposte nei Musei del Fumetto di Bruxelles, Angoulême e Lisbona. Come pittrice ha realizzato opere sulle poesie di Cesare Pavese, Ignazio Buttitta e alle canzoni di Fabrizio De André.

## Riconoscimenti
- Nel 1978 ha vinto il premio Yellow Kid come miglior autore italiano.

- Nel 2016 ha vinto il premio Andersen nella categoria "Miglior libro fatto ad arte" per l'albo illustrato Lei. Vivian Maier.

## Opere
- Lea Martelli su testi di Marco Tomatis (1977-1978)
- Isolina su testi di Marco Tomatis (1980)
- La storia della chimica a fumetti (1984), Milano Libri Edizioni
- Solange su testi di Marco Tomatis (diversi albi a partire dal 1984)
- La storia naturale su testi di Luca Novelli (1989)
- Là c'era l'America su testi di Silvano Mezzavilla (2000)
- Il nonno selvaggio su testi di Bianca Pitzorno (2007)
- La torta sui testi di Mino Milani (Interlinea edizioni 2008)
- Le scarpe della befana sui testi di Anna Genni Miliotti (Interlinea edizioni 2009)
- La scuola dei babbi Natale sui testi di Guido Sgardoli (Interlinea edizioni 2013)
- La palla di Lea sui testi di Roberto Piumini (Interlinea edizioni 2014)
- Mangia, Matilde! Tre avventure di gusto sui testi di Guido Quarzo e Anna Vivarelli (Interlinea edizioni 2015)
- Lei. Vivian Maier (Orecchio Acerbo Editore, 2016)
- La foto di Natale (Interlinea edizioni, 2017)
- Il violino di Auschwitz sui testi di Anna Lavatelli (Interlinea edizioni 2018)
- La bambina mascherata (Interlinea edizioni 2019)